# Domenico Ventura (arcivescovo)
Domenico Ventura (Bisceglie, 5 aprile 1806 – Amalfi, 11 febbraio 1862) è stato un arcivescovo cattolico italiano.

## Biografia
Nato a Bisceglie nel 1806, fu ordinato sacerdote nel 1829. Il 21 dicembre 1846 fu nominato da Pio IX vescovo di Termoli. Nel 1849 fu promosso arcivescovo di Amalfi.
Morì nel 1862.

## Genealogia episcopale
La genealogia episcopale è:
- Cardinale Scipione Rebiba
- Cardinale Giulio Antonio Santori
- Cardinale Girolamo Bernerio, O.P.
- Arcivescovo Galeazzo Sanvitale
- Cardinale Ludovico Ludovisi
- Cardinale Luigi Caetani
- Cardinale Ulderico Carpegna
- Cardinale Paluzzo Paluzzi Altieri degli Albertoni
- Papa Benedetto XIII
- Papa Benedetto XIV
- Papa Clemente XIII
- Cardinale Marcantonio Colonna
- Cardinale Giacinto Sigismondo Gerdil, B.
- Cardinale Giulio Maria della Somaglia
- Cardinale Carlo Odescalchi, S.I.
- Cardinale Costantino Patrizi Naro
- Arcivescovo Domenico Ventura